# Louisiana IceGators (SPHL)
Die Louisiana IceGators waren eine US-amerikanische Eishockeymannschaft aus Lafayette, Louisiana. Das Team spielte von 2009 bis 2016 in der Southern Professional Hockey League.

## Geschichte
Die Mannschaft wurde 2009 als Franchise der Southern Professional Hockey League gegründet. Die Louisiana IceGators wurden nach einer gleichnamigen Mannschaft benannt, die von 1995 bis 2005 in der ECHL antrat. In ihrer Premieren-Spielzeit belegten die neuen IceGators in der Saison 2009/10 den siebten und somit letzten Platz der SPHL. Damit waren sie die einzige Mannschaft, die sich nicht für die Playoffs qualifizierte. In den 56 Spielen der regulären Saison erreichten sie insgesamt 48 Punkte. Das Team, das zunächst im Blackham Coliseum seine Spiele austrug, spielt seit der Saison 2010/11 im Cajundome, der mit einer Kapazität von über 12.000 Zuschauern deutlich größer ist und in dem bereits die IceGators aus der ECHL gespielt hatten. Zudem verkaufte im August 2010 der Teamgründer Danny Smith das Franchise an Chuck Anselmo Jr. und seinen Sohn Chuck Anselmo III.
Im Mai 2016 wurde bekannt gegeben, dass das Franchise aufgrund Renovierungen der Spielstätte für die Saison 2016/17 als inaktiv gemeldet würden. Im Jahr 2018 wurde das Team verkauft und nach Moline im US-Bundesstaat Illinois verlegt, wo es ab der Saison 2018/19 als Quad City Storm am Spielbetrieb der SPHL teilnahm.

## Trainer
Erster Cheftrainer der Louisiana IceGators wurde in der Saison 2009/10 der Kanadier Ron Handy, der als aktiver Spieler unter anderem bei den New York Islanders und St. Louis Blues Erfahrung in der National Hockey League sammeln konnte. Nach drei Auftaktniederlagen gab er jedoch bereits wieder sein Amt auf und ist seither für die Öffentlichkeitsarbeit des Franchises zuständig. Im weiteren Verlauf der Premieren-Spielzeit der IceGators standen auch Brent Sapergia, der anschließend wegen mehrfachem unsportlichen Verhaltens von der Liga ausgeschlossen wurde, John Gibson und ab Dezember 2009 Dave MacIsaac hinter der Bande. Rund ein Jahr später übernahm Kevin Kaminski den Job als Cheftrainer, nachdem dieser rund zwei Wochen zuvor bei den Mississippi RiverKings entlassen worden war.

## Saisonstatistik
Abkürzungen: GP = Spiele, W = Siege, L = Niederlagen, T = Unentschieden, OTL = Niederlagen nach Overtime SOL = Niederlagen nach Shootout, Pts = Punkte, GF = Erzielte Tore, GA = Gegentore, PIM = Strafminuten
| Saison  | GP | W  | L  | T | OTL | SOL | Pts | GF  | GA  | Platz    | Playoffs                        |
| 2009/10 | 56 | 23 | 31 | — | 2   | 0   | 48  | 175 | 223 | 7., SPHL | nicht qualifiziert              |
| 2010/11 | 56 | 16 | 36 | — | 2   | 2   | 32  | 170 | 231 | 8., SPHL | nicht qualifiziert              |
| 2011/12 | 56 | 24 | 27 | — | 4   | 1   | 53  | 177 | 202 | 7., SPHL | Niederlage in der ersten Runde  |
| 2012/13 | 56 | 34 | 17 | — | 1   | 4   | 73  | 172 | 167 | 2., SPHL | Niederlage in der zweiten Runde |
| 2013/14 | 56 | 35 | 18 | — | 2   | 1   | 73  | 198 | 175 | 2., SPHL | Niederlage in der ersten Runde  |
| 2014/15 | 56 | 27 | 21 | — | 4   | 4   | 62  | 177 | 184 | 6., SPHL | Niederlage in der zweiten Runde |
| 2015/16 | 56 | 26 | 26 | — | 2   | 2   | 56  | 151 | 162 | 7., SPHL | Niederlage in der ersten Runde  |

## Team-Rekorde

### Karriererekorde
Spiele: 268  Shawn McNeil
Tore: 89  Shawn McNeil
Assists: 164  Shawn McNeil
Punkte: 253  Shawn McNeil
Strafminuten: 479  Tyler Barr